# Algériai labdarúgó-bajnokság (első osztály)
Az Algerian Ligue Professionnelle 1 (korábbi nevén: Championnat National 1) az algériai labdarúgó-bajnokságok legfelsőbb osztályának elnevezése. 1962-ben alapították és 16 csapat részvételével zajlik. 1950-ig regionális bajnokságok voltak az országban. 1920 és 1956 között a bajnok az Észak-afrikai bajnokságért mérkőzött meg Marokkó és Tunézia bajnokával.
A bajnok és a második helyezett a bajnokok Ligájában, a harmadik a konföderációs-kupában indulhat, az utolsó három helyezett pedig kiesik a másodosztályba (Ligue Professionnelle 2).

## A 2012–2013-as bajnokság résztvevői
| Klub                                            | Város              |
| ----------------------------------------------- | ------------------ |
| CR Belouizdad MC Alger USM Alger USM El Harrach | Algír              |
| CA Batna                                        | Batna              |
| JS Saoura                                       | Béchar             |
| JSM Béjaïa                                      | Béjaïa             |
| CA Bordj Bou Arreridj                           | Bordj Bou Arréridj |
| ASO Chlef                                       | Chlef              |
| CS Constantine                                  | Kaszentína         |
| MC El Eulma                                     | El Eulma           |
| MC Oran                                         | Orán               |
| ES Sétif                                        | Sétif              |
| USM Bel-Abbès                                   | Sidi Bel Abbès     |
| JS Kabylie                                      | Tizi-Ouzou         |
| WA Tlemcen                                      | Tlemcen            |

## Az eddigi bajnokok

### Független államként
- 1962–1963: USM Alger
- 1963–1964: USM Annaba
- 1964–1965: CR Belouizdad
- 1965–1966: CR Belouizdad
- 1966–1967: NA Hussein Dey
- 1967–1968: ES Sétif
- 1968–1969: CR Belouizdad
- 1969–1970: CR Belouizdad
- 1970–1971: MC Oran
- 1971–1972: MC Alger
- 1972–1973: JS Kabylie
- 1973–1974: JS Kabylie
- 1974–1975: MC Alger
- 1975–1976: MC Alger
- 1976–1977: JS Kabylie
- 1977–1978: MC Alger
- 1978–1979: MC Alger
- 1979–1980: JS Kabylie
- 1980–1981: RC Kouba
- 1981–1982: JS Kabylie
- 1982–1983: JS Kabylie
- 1983–1984: GCR Mascara
- 1984–1985: JS Kabylie
- 1985–1986: JS Kabylie
- 1986–1987: ES Sétif
- 1987–1988: MC Oran
- 1988–1989: JS Kabylie
- 1989–1990: JS Kabylie
- 1990–1991: MO Constantine
- 1991–1992: MC Oran
- 1992–1993: MC Oran
- 1993–1994: US Chaouia
- 1994–1995: JS Kabylie
- 1995–1996: USM Alger
- 1996–1997: CS Constantine
- 1997–1998: USM El Harrach
- 1998–1999: MC Alger
- 1999–2000: CR Belouizdad
- 2000–2001: CR Belouizdad
- 2001–2002: USM Alger
- 2002–2003: USM Alger
- 2003–2004: JS Kabylie
- 2004–2005: USM Alger
- 2005–2006: JS Kabylie
- 2006–2007: ES Sétif
- 2007–2008: JS Kabylie
- 2008–2009: ES Sétif
- 2009–2010: MC Alger
- 2010–2011: ASO Chlef
- 2011–2012: ES Sétif
- 2012–2013: ES Sétif
- 2013–2014: USM Alger
- 2014–2015: ES Sétif
- 2015–2016: USM Alger
- 2016–2017: ES Sétif
- 2017–2018: CS Constantine
- 2018–2019: USM Alger
- 2019–2020: CR Belouizdad
- 2020–2021: CR Belouizdad
- 2021–2022: CR Belouizdad
- 2022–2023: CR Belouizda
- 2023–2024: MC Alger
- 2024–2025: MC Alger

## Bajnoki címek eloszlása
| Helyezés | Klub             | Bajnok | Második hely | Bajnokként                                                                         | Második helyezettként                                |
| 1        | JS Kabylie       | 14     | 9            | 1973, 1974, 1977, 1980, 1982, 1983, 1985, 1986, 1989, 1990, 1995, 2004, 2006, 2008 | 1978, 1979, 1981, 1988, 1999, 2002, 2005, 2007, 2009 |
| 2        | MC Alger         | 7      | 3            | 1972, 1975, 1976, 1978, 1979, 1999, 2010                                           | 1963, 1970, 1989                                     |
| 3        | CR Belouizdad    | 6      | 4            | 1965, 1966, 1969, 1970, 2000, 2001                                                 | 1967, 1972, 1977, 1980                               |
| 4        | USM Alger        | 5      | 4            | 1963, 1996, 2002, 2003, 2005                                                       | 1998, 2001, 2004, 2006                               |
| 5        | ES Setif         | 5      | 3            | 1968, 1987, 2007, 2009, 2012                                                       | 1983, 1986, 2010                                     |
| 6        | MC Oran          | 4      | 9            | 1971, 1988, 1992, 1993                                                             | 1968, 1969, 1985, 1987, 1990, 1995, 1996, 1997, 2000 |
| 7        | NA Hussein Dey   | 1      | 5            | 1967                                                                               | 1964, 1973, 1976, 1982, 1993                         |
| 8        | USM El Harrach   | 1      | 2            | 1998                                                                               | 1984, 1992                                           |
| 9        | RC Kouba         | 1      | 1            | 1981                                                                               | 1975                                                 |
| 9        | MO Constantine   | 1      | 1            | 1991                                                                               | 1974                                                 |
| 9        | CS Constantine   | 1      | 1            | 1997                                                                               | 1971                                                 |
| 9        | ASO Chlef        | 1      | 1            | 2011                                                                               | 2008                                                 |
| 12       | Hamra Annaba     | 1      | 0            | 1964                                                                               |                                                      |
| 12       | GC Mascara       | 1      | 0            | 1984                                                                               |                                                      |
| 12       | US Chaouia       | 1      | 0            | 1994                                                                               |                                                      |
| 15       | JSM Béjaïa       | 0      | 2            |                                                                                    | 2011, 2012                                           |
| 16       | MSP Batna        | 0      | 1            |                                                                                    | 1965                                                 |
| 16       | ES Guelma        | 0      | 1            |                                                                                    | 1966                                                 |
| 16       | ASM Oran         | 0      | 1            |                                                                                    | 1991                                                 |
| 16       | JS Bordj Ménaïel | 0      | 1            |                                                                                    | 1994                                                 |
| 16       | USM Blida        | 0      | 1            |                                                                                    | 2003                                                 |

## Külső hivatkozások
- Információk Archiválva 2012. június 14-i dátummal a Wayback Machine-ben a FIFA honlapján
- Információk az RSSSF honlapján